# Dirty Zoo
Albums de Zesau
Frères d'armes
(2011) Deuxmillezoo
(2013)
Dirty Zoo est le deuxième album solo de Zesau sorti le 24 septembre 2012 sur le label Bad-Game Musik.

## Résumé
Album-concept aux sonorités Dirty South, Dirty Zoo est presque intégralement produit par D.Boy Glyphe. Le 8 juin 2012 les auditeurs de Skyrock ont pu découvrir en exclusivité des couplets de l'Album lors de l'émission Planète Rap de Rim'K. La sortie de l'album initialement prévue pour le 18 juin 2012 a été repoussée au 24 septembre mais une erreur chez Virgin Megastore provoqua une fuite sur internet 3 mois avant la date de sortie officielle. Le 5 octobre 2012 le 4e single de l'album sera diffusé sur Skyrock dans la nocturne de Planète Rap. Le 27 décembre 2012 son nouveau clip J'fais mon Job est publiée sur Trace TV (Urban) avec la mention «Vidéo of the day». À ce jour, l'ensemble des extraits totalise plus d'un million de vues sur Youtube.

## Liste des titres
| 1.       | DIRTY.N.T.R.O                                                      | D.Boy Glyphe | 2:56 |
| 2.       | Welcome To the Dirtyzoo                                            | D.Boy Glyphe | 3:21 |
| 3.       | Theory (featuring Seiz)                                            | D.Boy Glyphe | 2:59 |
| 4.       | Benef (featuring Sadek)                                            | D.Boy Glyphe | 3:45 |
| 5.       | Hors-Line (featuring Am1 o Mic)                                    | D.Boy Glyphe | 4:06 |
| 6.       | Monstaar (featuring Kolonel94)                                     | D.Boy Glyphe | 3:13 |
| 7.       | No Bizness                                                         | D.Boy Glyphe | 4:08 |
| 8.       | Konnection (featuring Dawa & A.P du 113)                           | D.Boy Glyphe | 4:38 |
| 9.       | Warrior (featuring Kozi, Milos Rixon, Derder, D.I.D Hall & Larsen) | D.Boy Glyphe | 4:28 |
| 10.      | Ca Donne ça (featuring LMC Click)                                  | D.Boy Glyphe | 5:09 |
| 11.      | J’fais Mon Job                                                     | D.Boy Glyphe | 4:58 |
| 12.      | Les Marches De La Gloire (featuring Niro)                          | D.Boy Glyphe | 3:40 |
| 13.      | Direct Du Zoo (featuring Mister You)                               | D.Boy Glyphe | 2:47 |
| 14.      | Time Out (featuring Hype)                                          | D.Boy Glyphe | 3:14 |
| 15.      | (Rappeur) Appelle La Rue (featuring Doyen OG)                      | D.Boy Glyphe | 3:20 |
| 16.      | Rahh Rahh (Fdp) (featuring Sazamyzy)                               | D.Boy Glyphe | 4:11 |
| 17.      | Evident                                                            | D.Boy Glyphe | 2:30 |
| 18.      | S&Wesson 500                                                       |              | 3:13 |
| 01:06:00 |                                                                    |              |      |

## Classement
| Classement (2011) | Meilleure position |
| ----------------- | ------------------ |
| France            | 191                |